# Équipe du Sénégal de football à la Coupe d'Afrique des nations 2008
L’équipe du Sénégal de football participe à la Coupe d'Afrique des nations 2008 organisée au Ghana en janvier et février 2008. Les Lions, pour leur onzième participation à la phase finale de l'épreuve, sont éliminés au premier tour.

## Qualifications
Le Sénégal termine en tête du groupe 7 de qualification, avec trois victoires, deux matchs nuls et une défaite.
| Rang | Équipe       | Pts | J | G | N | P | Bp | Bc | Diff |  | Résultats (▼ dom., ► ext.) |     |     |     |     |
| ---- | ------------ | --- | - | - | - | - | -- | -- | ---- |  | -------------------------- | --- | --- | --- | --- |
| 1    | Sénégal      | 11  | 6 | 3 | 2 | 1 | 12 | 3  | +9   |  | Sénégal                    |     | 2-0 | 4-0 | 5-1 |
| 2    | Mozambique   | 9   | 6 | 2 | 3 | 1 | 5  | 3  | +2   |  | Mozambique                 | 0-0 |     | 0-0 | 3-1 |
| 3    | Tanzanie     | 8   | 6 | 2 | 2 | 2 | 4  | 7  | -3   |  | Tanzanie                   | 1-1 | 0-1 |     | 2-1 |
| 4    | Burkina Faso | 4   | 6 | 1 | 1 | 4 | 4  | 12 | -8   |  | Burkina Faso               | 1-0 | 1-1 | 0-1 |     |

## Compétition

### Tirage au sort
Le Sénégal est placé dans le groupe D, basé à Tamale, en compagnie de l'Afrique du Sud, de l'Angola et de la Tunisie.

### Effectif
| Sélectionneur | Sélectionneur         | Lamine N'Diaye    | Lamine N'Diaye    | Lamine N'Diaye         |
| N°            | Nom                   | Date de Naissance | Sélections (buts) | Club                   |
| Gardiens      |                       |                   |                   |                        |
| 1             | Tony Sylva            | 17 mai 1975       |                   | Lille OSC              |
| 16            | Cheick N'Diaye        | 15 février 1985   |                   | US Créteil-Lusitanos   |
| 23            | Bouna Coundoul        | 4 mars 1982       |                   | Rapids du Colorado     |
| Défenseurs    |                       |                   |                   |                        |
| 2             | Ibrahima Sonko        | 22 janvier 1981   |                   | Reading FC             |
| 3             | Guirane N'Daw         | 24 avril 1984     |                   | FC Sochaux             |
| 4             | Mohamed Sarr          | 23 décembre 1983  |                   | Standard de Liège      |
| 5             | Souleymane Diawara    | 24 décembre 1978  |                   | Girondins de Bordeaux  |
| 6             | Ibrahima Faye         | 22 novembre 1979  |                   | ES Troyes AC           |
| 13            | Lamine Diatta         | 2 juillet 1975    |                   | Beşiktaş               |
| 20            | Abdoulaye Diagne-Faye | 26 février 1978   |                   | Newcastle United       |
| 21            | Habib Beye            | 19 novembre 1977  |                   | Newcastle United       |
| Milieux       |                       |                   |                   |                        |
| 9             | Babacar Gueye         | 2 mars 1986       |                   | FC Metz                |
| 10            | Ousmane N'Doye        | 21 mars 1978      |                   | Académica de Coimbra   |
| 12            | Moustapha Bayal Sall  | 30 novembre 1985  |                   | AS Saint-Étienne       |
| 14            | Papa Waigo N'Diaye    | 20 janvier 1984   |                   | Genoa CFC              |
| 15            | Diomansy Kamara       | 8 novembre 1980   |                   | Fulham                 |
| 18            | Frédéric Mendy        | 6 novembre 1981   |                   | SC Bastia              |
| 19            | Papa Bouba Diop       | 28 janvier 1980   |                   | Portsmouth             |
| 22            | Papa Malick Ba        | 11 novembre 1980  |                   | FC Bâle                |
| Attaquants    |                       |                   |                   |                        |
| 7             | Henri Camara          | 10 mai 1977       |                   | West Ham United        |
| 8             | Mamadou Niang         | 13 octobre 1983   |                   | Olympique de Marseille |
| 11            | El Hadji Diouf        | 15 janvier 1981   |                   | Bolton Wanderers       |
| 17            | Modou Sougou          | 18 décembre 1984  |                   | União Leiria           |

### Premier tour
Après un match nul contre la Tunisie (2-2), le Sénégal s'incline face à l'Angola (1-3). Le sélectionneur Henryk Kasperczak démissionne juste après cette défaite et quitte immédiatement le Ghana. Son adjoint Lamine N'Diaye le remplace. Les Lions peuvent encore se qualifier pour les quarts de finale en battant l'Afrique du Sud lors du dernier match, à condition que l'Angola perde face à la Tunisie. Finalement, ces deux rencontres se soldent par des matchs nuls et le Sénégal échoue à la troisième place du groupe.
| Rang | Équipe         | Pts | J | G | N | P | Bp | Bc | Diff |
| ---- | -------------- | --- | - | - | - | - | -- | -- | ---- |
| 1    | Tunisie        | 5   | 3 | 1 | 2 | 0 | 5  | 3  | +2   |
| 2    | Angola         | 5   | 3 | 1 | 2 | 0 | 4  | 2  | +2   |
| 3    | Sénégal        | 2   | 3 | 0 | 2 | 1 | 4  | 6  | -2   |
| 4    | Afrique du Sud | 2   | 3 | 0 | 2 | 1 | 3  | 5  | -2   |

| 23 janvier 2008 18h00 (UTC+1) | Tunisie               | 2–2 | Sénégal                     | Tamale Stadium, Tamale                            |                                                   |
|                               | Jemâa 9e · Traoui 82e |     | Bayal Sall 45e · Kamara 66e | Spectateurs : 12 000 Arbitrage : Yuichi Nichimura | Spectateurs : 12 000 Arbitrage : Yuichi Nichimura |
|                               | Rapport               |     |                             | Spectateurs : 12 000 Arbitrage : Yuichi Nichimura | Spectateurs : 12 000 Arbitrage : Yuichi Nichimura |

| 27 janvier 2008 18h00 (UTC+1) | Sénégal         | 1–3 | Angola                       | Tamale Stadium, Tamale                           |                                                  |
|                               | Diagne-Faye 20e |     | Manucho 50e 66e · Flávio 79e | Spectateurs : 10 000 Arbitrage : Djamel Haimoudi | Spectateurs : 10 000 Arbitrage : Djamel Haimoudi |
|                               | Rapport         |     |                              | Spectateurs : 10 000 Arbitrage : Djamel Haimoudi | Spectateurs : 10 000 Arbitrage : Djamel Haimoudi |

| 31 janvier 2008 18h00 (UTC+1) | Sénégal    | 1–1 | Afrique du Sud  | Baba Yara Stadium, Kumasi                   |                                             |
|                               | Camara 37e |     | Van Heerden 14e | Spectateurs : 15 000 Arbitrage : Alex Kotey | Spectateurs : 15 000 Arbitrage : Alex Kotey |
|                               | Rapport    |     |                 | Spectateurs : 15 000 Arbitrage : Alex Kotey | Spectateurs : 15 000 Arbitrage : Alex Kotey |

### Statistiques

#### Buteurs
| Buts | Joueurs               | Adversaires    |
| ---- | --------------------- | -------------- |
| 1    | Moustapha Bayal Sall  | Tunisie        |
| 1    | Henri Camara          | Afrique du Sud |
| 1    | Abdoulaye Diagne-Faye | Angola         |
| 1    | Diomansy Kamara       | Tunisie        |